# 金属防水
金属防水（きんぞくぼうすい）は、主に木造住宅に用いられる工法で、耐久性のあるカラー鋼板等を用い、特殊加工にて防水層を多重にした工法である。

## 概要
金属防水は、強度が大きく耐久性に優れた塩ビ鋼板（いわゆるカラー鋼板）や溶融亜鉛めっき鋼板（いわゆるトタン板）を用いた工法で、軽量かつ強靭で耐水性・耐食性・耐候性に優れていることが特長である。
金属防水は、木造住宅バルコニーや屋上などの防水として多く使用されているが、これは木造の揺れや、地震に強くメンテナンスが必要でない事が理由である。
近年では、屋上緑化や屋上リビングの防水層としての使用も増えている。
その他の防水としては、アスファルト防水、シート防水、ウレタン防水、セメント系防水、浸透性防水、FRP防水などがある。防水工事のページを参照のこと